# Aquilone (araldica)
Aquilone è un termine utilizzato in araldica per indicare un viso uscente da una nube che soffia con forza: le gote sono gonfie e il soffio ha la forma di un getto d'aria turbinante, diversamente dal vento il cui soffio è rappresentato con linee diritte.
È detto anche Borea.